# Compound Document Format
Формат З'єднання документів (англ. Compound Document Format, CDF) — стандарт, що об'єднує електронні формати файлів документів, як-от SVG, XHTML, SMIL і XForms, який планувалося стандартизувати W3C. Основою стандарту є Web Integration Compound Document і Compound Document by Reference Framework (CDR) — тобто комплекс специфікацій, який реалізує ідею інтеграції існуючих мов розмітки для представлення складових документів в середовищі Веб замість створення для цієї мети нової мови. 
Однією з особливостей CDF є сумісність з успадкованими форматами Microsoft, у тому числі і з форматом Open XML. Крім того, CDF орієнтований на інтеграцію настільних комп'ютерів, серверів і портативних пристроїв, переносимість даних з однієї платформи на іншу і незалежність від рішень конкретних постачальників.
Станом на 19 серпня 2010 робоча група Compound Document Format була закрита, і розвиток W3C стандарту припинено.